# Tillie

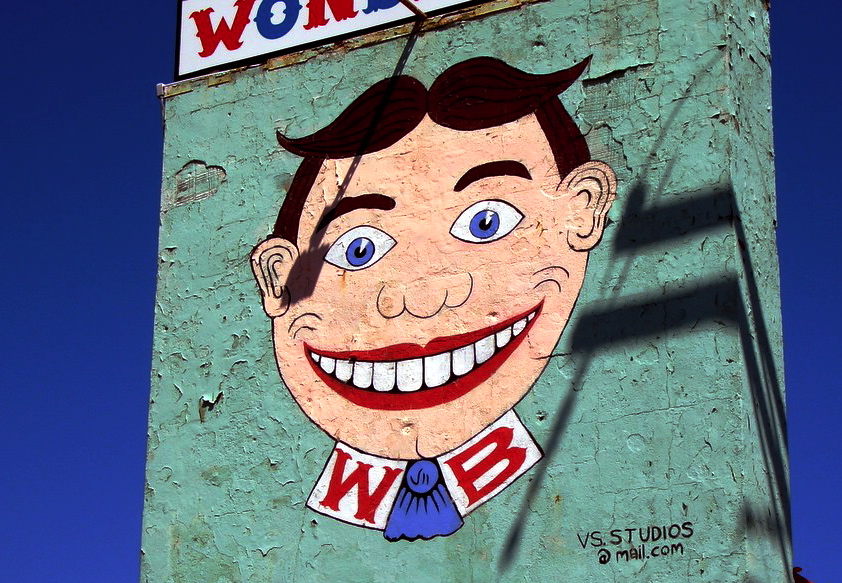
Tillie en Asbury Park, Nueva Jersey.

Tillie es el apodo de dos murales consistentes en una figura de un niño sonriendo que fueron pintados en uno de los lados del edificio Palace Amusements, un histórico parque de atracciones cubierto situado en Asbury Park, Nueva Jersey, Estados Unidos. La figura de Tillie se pintó alrededor del invierno de 1955 y 1956. Se desconoce el origen del nombre de Tillie, pero puede tratarse de un guiño a George C. Tilyou, el propietario de Steeplechase Park en Coney Island, Brooklyn, Nueva York. También existe una imagen sonriente de aspecto similar en la señalización de Steeplechase Park. El mural ha aparecido en numerosas películas o series, como en Los Soprano (en el episodio "Distorsiones"), la revista Weird NJ y en una famosa fotografía de Bruce Springsteen and the E Street Band tomada durante los comienzos de la banda.
Como muchas otras zonas de paseos marítimos en los Estados Unidos, como Coney Island, Asbury Park ha caído prácticamente en el olvido. El Palace Amusements, construido en 1888, cerró en 1988; mientras que el histórico edificio está abandonado. Cuando se informó de las intenciones de derribar el palacio, los habitantes de Asbury Park, los seguidores de Tillie y de Bruce Springsteen, formaron una fuerte oposición para salvar el mural de Tillie, detener la demolición o, al menos, salvar la parte del mural. Las acciones tuvieron éxito y el lado izquierdo de Tillie fue salvado. El lado derecho fue demolido. Del 8 al 11 de junio de 2004, los voluntarios de Save Tillie quitaron el mural del edificio Palace, que fue demolido en julio de 2004. Tillie y otros murales del edificio Palace fueron colocados luego en un nuevo edificio.